# Тетраборат аммония
Тетраборат аммония — неорганическое соединение, 
соль аммония и тетраборной кислоты с формулой (NH4)2B4O7,
бесцветные кристаллы,
растворяется в воде,
образует кристаллогидрат.

## Получение
- Реакция борной кислоты и раствора аммиака:

{\displaystyle {\mathsf {4H_{3}BO_{3}+2NH_{3}\cdot H_{2}O\ {\xrightarrow {}}\ (NH_{4})_{2}B_{4}O_{7}+7H_{2}O}}}

## Физические свойства
Тетраборат аммония образует бесцветные кристаллы.
Хорошо растворяется в воде.
Образует кристаллогидраты состава (NH4)2B4O7•4H2O.